# Kiryat Shmona
Qiryat Shemona, en hébreu, קִרְיַת שְׁמוֹנָה, ou Kiryat Shmona qui veut dire « Cité des huit », est une ville israélienne, située près de la frontière libanaise, à l’extrême nord-est du pays. Elle a été fondée en mai 1949 sur l'emplacement de l'ancien village arabe de Al-Khalisah. Selon le Bureau central des statistiques israélien, la population était de 23 100 habitants lors de l'année 2007. Selon la collecte des données faites en 2019, la population est à cette date de 25 512 habitants. 
La majorité de ses habitants sont aujourd'hui des juifs originaires du Maroc.

## Géographie
La cité de Kiryat Shmona est située dans le doigt de la Galilée, au sein de la vallée de la Houla, à environ cinq kilomètres au sud et deux kilomètres à l'est de la frontière avec le Liban. Son altitude est d'environ 150 mètres.

## Histoire

### Fondation

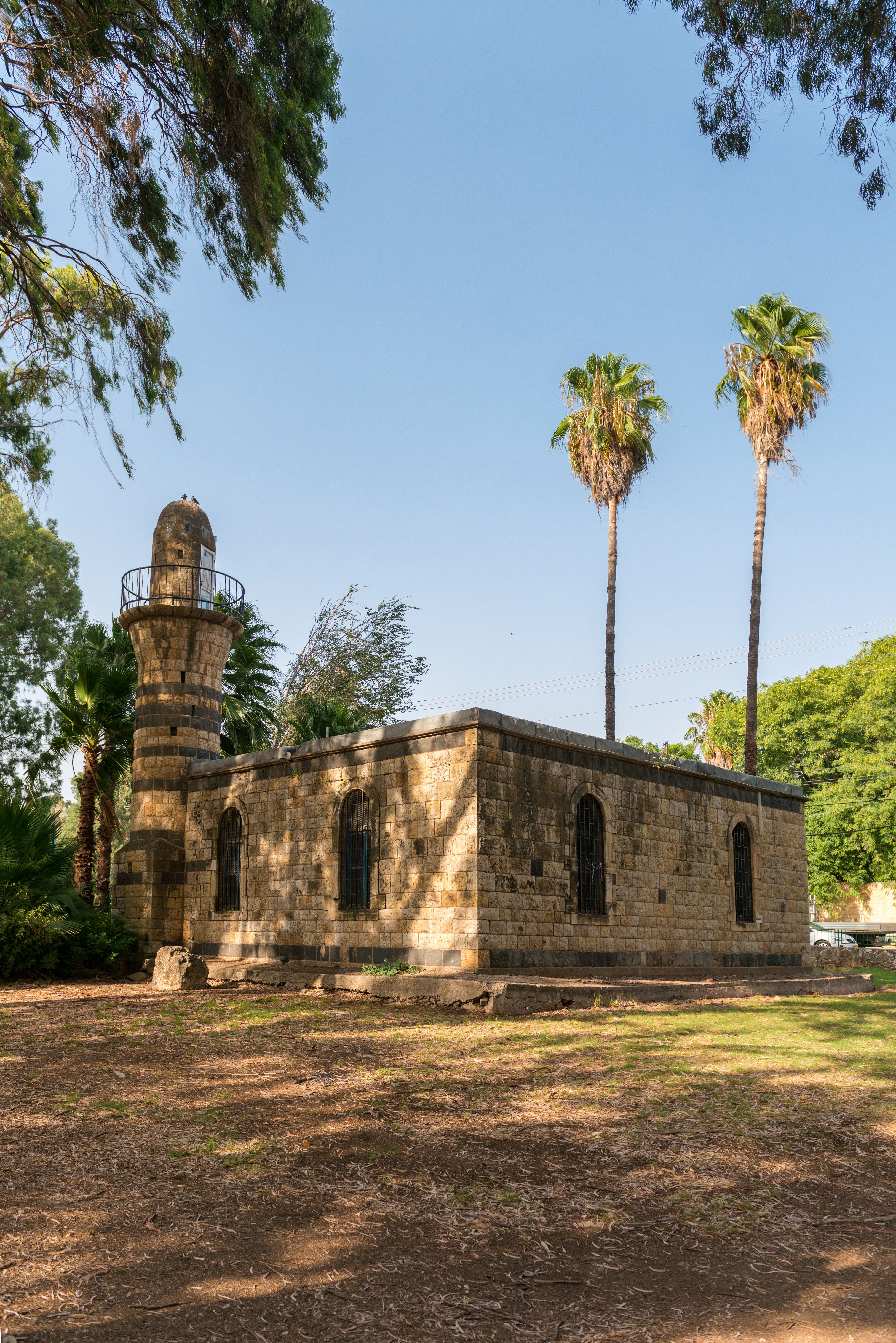
Musée historique de Kiryat Shmona, autrefois la mosquée d'Al-Khalisah

La ville a été fondée en mai 1949 sur l'emplacement de l'ancien village arabe de Al-Khalisah dont les habitants ont fui leur commune après la prise de Safed  par la Haganah pendant la guerre israélo-arabe de 1948. Les habitants du village avaient tenté de trouver un accord avec les autorités israéliennes qui avaient rejeté leurs propositions.
Kiryat Shmona fut, au départ des Arabes palestiniens, un village qui  servit de camp de transit (en hébreu : ma'abara) dont les premiers résidents furent des juifs yéménites arrivés dès juillet 1949. Les relations entre les immigrants et les vétérans des kibboutzim voisins furent tendues ; cette situation correspond à bien d'autres cas où les kibboutzim, tenus par des ashkénazes, ont échoué à intégrer les immigrants juifs orientaux. 
Le camp de transit de Kiryat Shmona s'est transformé ensuite en ville de développement, à l'exemple d'autres ma'abarot ; cette mutation eut lieu dans ce cas précis dès 1953.
Si, dans les premières années, les immigrants étaient originaires du Yémen et de Roumanie,  par la suite,  arrivèrent surtout des juifs en provenance du Maroc.

### Nom
Le nom de Kiryat Shmona, Cité des huit en français, fut donnée en 1950 par le gouvernement travailliste en mémoire de Joseph Trumpeldor, activiste sioniste d'origine russe et de ses sept hommes qui furent tués en 1920 en défendant Tel Haï, qui avait été attaqué par des Arabes palestiniens.

### Conflits militaires israélo-arabes
Située à peine deux kilomètres à l'est de la frontière libanaise, la ville a été la cible privilégiée d'attaques armées ou de bombardements d'artillerie ou de roquettes. Avraham Sala et Mark Iris soulignent, dans un livre paru en 1977 et consacré aux villes nouvelles,  le fait que le gouvernement israélien a choisi l'emplacement des camps de transit accueillant des immigrants mizrahim (orientaux ou séfarades) pour une bonne part dans des zones frontalières, par conséquent dans des lieux qui connaissent une grande insécurité.

#### Massacre de Kiryat Shmona en 1974
Le 11 avril 1974, trois membres du Front populaire de libération de la Palestine-Commandement général traversèrent la frontière israélienne depuis le Liban. Ils entrèrent dans un immeuble et tuèrent les dix-huit occupants, tous civils dont neuf enfants. Une tentative de négociation[Quoi ?] avait lieu sur place, avec la présence de l'ambassadeur de France en Israël, qui s'était déplacé spécifiquement  mais elle n'aboutit pas et ne servit à rien.
Le poème de Talal Haïdar, Wahdon, rend hommage aux combattants du FPLP et a été mis en musique par Ziad Rahbani pour sa mère.

#### Conflit israélo-libanais de 2006
Lors du conflit israélo-libanais de 2006, la ville est la cible des missiles envoyés par le Hezbollah depuis le Liban. Le 9 août 2006, les autorités israéliennes ont demandé à la population d'évacuer la ville.

## Démographie
D'après une étude datant de 2001 faite par le bureau central des statistiques israélien, 97,9 % des habitants sont juifs. Parmi la population juive de la ville, une grande partie est d’origine séfarade et Mizrahi. De nombreux travailleurs de l’industrie sont employés dans les entreprises de la cité et dans les kibboutzim voisins.
A cette époque, il y avait 10 800 hommes et 10 700 femmes. La population de la ville était la suivante:
- 33,5 % entre 0 et 19 ans
- 19,8 % entre 20 et 29 ans
- 19,3 % entre 30 et 44 ans
- 15,3 % entre 45 et 59 ans
- 3,5 % entre 60 et 64 ans
- 8,5 % entre 65 et plus

## Économie
En 2000, il y a 8 303 salariés et 467 indépendants. Le salaire moyen en 2000 est de 4 306 shekels (environ 775 euros en 2005), soit une augmentation de 4,6 % sur l'année 2000. Les hommes gagnent en moyenne 5 443 shekels (environ 980 euros en 2005) soit une augmentation de 7,1 %) alors que les femmes gagnent 3 065 shekels (environ 550 euros en 2005) soit une diminution de - 2,2 %. Le salaire moyen des indépendants est de 6 769 shekels (environ 1 220 euros en 2005). 564 chômeurs bénéficient d'une aide et 1 655 personnes reçoivent le salaire minimum garanti.[réf. nécessaire]

## Jumelage

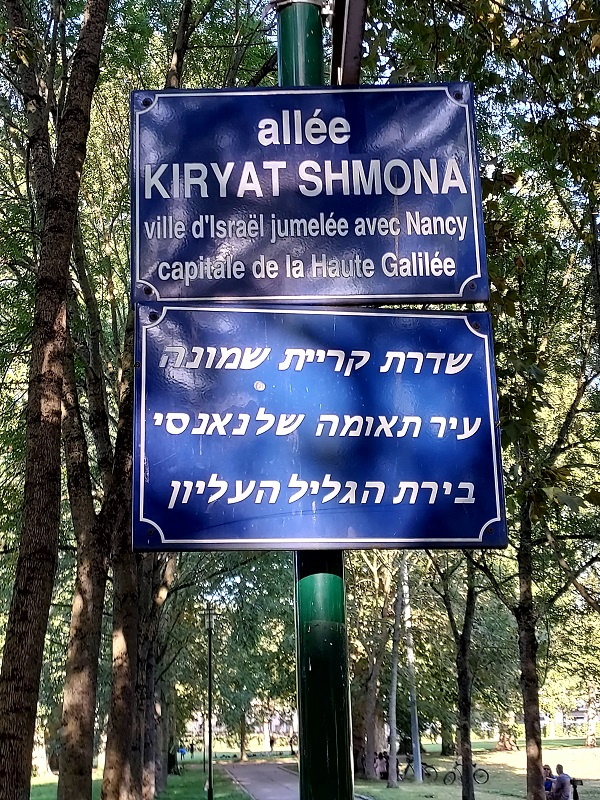
Plaque de l'allée Kiryat Shmona au Parc de la Pépinière de Nancy.

Nancy (France) depuis 1984. Le 8 avril 2011, a eu lieu à la Pépinière l’inauguration d’une allée au nom de la ville de Kiryat Shmona, en présence de Nissim Malka, maire de la ville, de Richard Prasquier, président du C.R.I.F. et de l’ambassadeur d’Israël en France.
 Rishon LeZion (Israël) depuis 2006
 Memmingen (Allemagne) depuis 2009
 Khenifra  (Maroc) depuis 2021

## Sport
Kiryat Shmona est la ville la moins peuplée d'Israël possédant un club de football de première division israélienne, l'Hapoël Ironi Kiryat Shmona. Formé par la fusion du club  Hapoel Kiryat Shmona et du club  Maccabi Kiryat Shmona en 2000, le club évolue parmi l'élite depuis la saison 2007-2008. Le club remporte en 2011 et en 2012 la Coupe de la Ligue israélienne de football, avant de devenir champion d'Israël lors de la saison 2011-2012.
Le tennis est également un sport présent à Kiryat Shmona. La ville accueille l'un des 14 centres de tennis d'Israël (CCI). Le joueur de tennis Dudi Sela y est né.